# Martin Adams
Martin Adams (Sutton, 4 juni 1956) is een Engels professioneel darter en drievoudig wereldkampioen darten. Adams werd in zijn loopbaan onder anderen driemaal BDO-wereldkampioen, won driemaal de Winmau World Masters, werd tweemaal wereldkampioen singles bij de WDF en eenmaal Europees kampioen singles bij de WDF.
De bijnaam van Adams is Wolfie. Hij dankt deze bijnaam aan zijn opvallende verschijning. Adams heeft een harig hoofd, met een grote baard en een volle snor. Dit geeft hem een beetje het uiterlijk van een wolf. Zijn bijnaam zet hij altijd kracht bij door het wolvengeroep na te doen, bijvoorbeeld na een wedstrijd. Ook heeft hij thuis op zijn landgoed een aantal wolven als huisdieren lopen.
Het meest prestigieuze toernooi ter wereld, Lakeside (voorheen bekend als The Embassy) kon hij uiteindelijk in 2007 op zijn naam schrijven. In 2005 bereikte Adams de finale van dit toernooi tegen Raymond van Barneveld. Van Barneveld won deze finale met 6-2 in sets. Ook in 2006, toen hij in de halve finale tegen Raymond van Barneveld moest spelen, verloor hij. Op 11 december 2005 reikte Adams wederom tot een finale op een groot toernooi. In de vooravond van The Lakeside moest hij het onderspit delven tegen Mervyn King, die de spannende finale van de Leendesk Masters met 5-4 wist te winnen.
Op de Lakeside van 2007 nam hij revanche door in de halve finale Mervyn King uit te schakelen. In het begin van de finale kwam Adams op een 6-0-voorsprong tegen zijn landgenoot Phill Nixon. Nixon vocht terug tot een 6-6. Met een dubbel 20 behaalde Adams zijn allereerste overwinning op een Grand Slam toernooi met een 7-6 einduitslag. Deze winst werd onthaald met een orkest van wolvengejank. De finale leverde hem £70.000 op. Tevens is hij vanaf die dag de oudste winnaar ooit van Lakeside.
In 2008 won Adams de Winmau World Masters-titel. Hij versloeg landgenoot Scott Waites met 7-6 in sets. In 2009 verdedigde hij zijn titel met succes. In de finale versloeg hij Robbie Green met 7-6 in sets. In 2010 maakte hij zijn trilogie compleet door voor de derde keer oprij de Winmau World Masters te winnen. Hij versloeg in de finale Stuart Kellett met 7-3 in sets. In januari 2010 won hij voor de tweede keer in zijn carrière World Professional Darts Championship door in de finale Dave Chisnall te verslaan met 7-5. De winst leverde hem £100.000 op en hij verbeterde zijn eigen record van oudste winnaar ooit van Lakeside. In 2011 verdedigde Adams zijn titel, hij versloeg Dean Winstanley in de finale met 7-5 in sets.
In 2012 verdedigde hij opnieuw zijn titel op Lakeside. Maar Adams lag er na de kwartfinales al uit. Nadat hij Scott Mitchell en Gary Stone versloeg, verloor hij van Tony O'Shea, de latere finalist, met 5-2 in sets. De Lakeside van 2013 verliep dramatisch voor Adams, hij verloor in de eerste ronde met 2-3 van Jimmy Hendriks.
Na de finale te hebben gehaald op het BDO WK 2015, waarin Adams in een thriller 7-6 verloor van Scott Mitchell, volgde een aantal mindere jaren. In 2019 plaatste Adams zich zelfs voor het eerst sinds 1994 niet voor het BDO WK. In 2020 was Adams wel weer van de partij op het WK, maar hij verloor wel al in de eerste ronde van Scott Waites.

## Grand Slam of Darts
Adams heeft steeds steevast de uitnodigingen voor de Grand Slam of Darts geweigerd, omdat hij niet wilde uitkomen in een toernooi georganiseerd door de PDC. Overige BDO-spelers participeerden al wel in het PDC-evenement. Als gevolg van zijn opeenvolgende afwijzingen besloot de PDC tijdens de Grand Slam of Darts 2014 Adams niet meer uit te nodigen. In 2015 werd Martin Adams (als runner-up van Lakeside 2015) wel weer uitgenodigd en besloot hij voor het eerst de uitnodiging te accepteren op verzoek van de BDO. Adams behaalde een mooie prestatie door als enige overgebleven BDO-speler de knock-outfase te bereiken. Hij eindigde uiteindelijk bij de laatste zestien spelers.
In 2016 nam Adams opnieuw deel aan de Grand Slam of Darts. Zijn deelname was echter van korte duur, want hij eindigde namelijk als laatste in de poulefase met nul punten uit drie gespeelde partijen.

## Resultaten op Wereldkampioenschappen

### BDO
- 1994: Kwartfinale (verloren van Magnus Caris met 2-4)
- 1995: Halve finale (verloren van Raymond van Barneveld met 4-5)
- 1996: Kwartfinale (verloren van Steve Beaton met 1-4)
- 1997: Laatste 32 (verloren van Roger Carter met 1-3)
- 1998: Laatste 32 (verloren van Robbie Widdows met 2-3)
- 1999: Kwartfinale (verloren van Chris Mason met 4-5)
- 2000: Laatste 32 (verloren van Steve Coote met 2-3)
- 2001: Laatste 16 (verloren van Ronnie Baxter met 1-3)
- 2002: Halve finale (verloren van Tony David met 4-5)
- 2003: Laatste 16 (verloren van Robert Taylor met 1-3)
- 2004: Laatste 32 (verloren van Ritchie Davies met 2-3)
- 2005: Runner-up (verloren van Raymond van Barneveld met 2-6)
- 2006: Halve finale (verloren van Raymond van Barneveld met 2-6)
- 2007: Winnaar (gewonnen in de finale van Phill Nixon met 7-6)
- 2008: Halve finale (verloren van Mark Webster met 4-6)
- 2009: Halve finale (verloren van Ted Hankey met 4-6)
- 2010: Winnaar (gewonnen in de finale van Dave Chisnall met 7-5)
- 2011: Winnaar (gewonnen in de finale van Dean Winstanley met 7-5)
- 2012: Kwartfinale (verloren van Tony O'Shea met 2-5)
- 2013: Laatste 32 (verloren van Jimmy Hendriks met 2-3)
- 2014: Kwartfinale (verloren van Jan Dekker met 2-5)
- 2015: Runner-up (verloren van Scott Mitchell met 6-7)
- 2016: Laatste 32 (verloren van  Jeff Smith met 0-3)
- 2017: Kwartfinale (verloren van Jamie Hughes met 4-5)
- 2018: Laatste 32 (verloren van Mark McGeeney met 2-3)
- 2020: Laatste 32 (verloren van Scott Waites met 2-3)

### WDF

#### World Championship
- 2022: Laatste 48 (verloren van Jarred Cole met 0-2)

#### World Cup
- 1995: Winnaar (gewonnen van Eric Burden met 4-1)
- 1997: Laatste 32 (verloren van Roger Carter met 3-4)
- 1999: Laatste 128 (verloren van Martin McCloskey met 2-4)
- 2001: Winnaar (gewonnen in de finale van Andy Fordham met 4-3)
- 2003: Halve finale (verloren van Ritchie Davies met 0-4)
- 2005: Laatste 16 (verloren van Ulf Ceder met 1-4)
- 2007: Laatste 16 (verloren van Robert Wagner met 3-4)
- 2009: Laatste 16 (verloren van Joey ten Berge met 3-4)
- 2011: Runner-up (verloren van Scott Waites met 3-7)

### WSD (Senioren)
- 2022: Runner-up (verloren van Robert Thornton met 1-5)
- 2023: Laatste 16 (verloren van Leonard Gates met 0-3)
- 2024: Laatste 16 (verloren van Jim Long met 0-3)
- 2025: Laatste 28 (verloren van Darryl Fitton met 0-3)

## Resultaten op de World Matchplay

### PDC
- 2000: Laatste 32 (verloren van Shayne Burgess met 13-15)
- 2001: Halve finale (verloren van Phil Taylor met 9-17)

### WSDT (Senioren)
- 2022: Halve finale (verloren van Robert Thornton met 7-9)
- 2024: Kwartfinale (verloren van Robert Thornton met 4-8)

## Gespeelde WK-finales
- 2005: Raymond van Barneveld - Martin Adams 6 - 2 ('best of 11 sets')
- 2007: Martin Adams - Phill Nixon 7 - 6 ('best of 13 sets')
- 2010: Martin Adams - Dave Chisnall 7 - 5 ('best of 13 sets')
- 2011: Martin Adams - Dean Winstanley 7 - 5 ('best of 13 sets')
- 2015: Scott Mitchell - Martin Adams 7 - 6 ('best of 13 sets')